# Railay

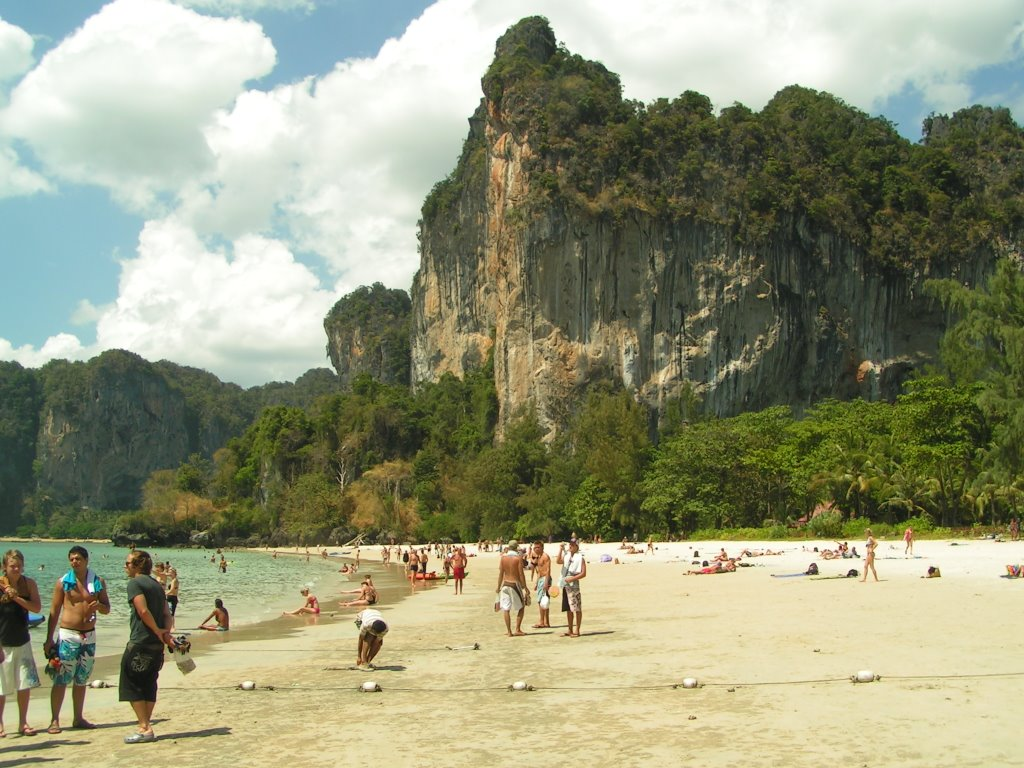
Railay

Railay is een klein schiereiland voor de Thaise kust tussen Krabi en Ao Nang. Het is alleen bereikbaar met de boot. Het gebied is bekend om zijn mooie stranden en rustige sfeer, daardoor komen er steeds meer rugzaktoeristen naar het schiereiland. Railay heeft steile bergwanden die erg geschikt zijn voor bergbeklimmers. 
Oost Railay is de kant waar de boten van en naar Krabi aanmeren. Deze kant staat bekend om zijn mangrove, wat zwemmen niet prettig maakt. De westkant van Railay is verbonden met de oostkant door een paar korte paden door de jungle. De westkant staat bekend om zijn mooie stranden, waar het 's avonds vol staat met toeristen om van de zonsondergang te genieten. Vanuit hier vertrekken er ook long-tail boten naar onder andere Ao Nang, Koh Phi Phi en Phuket.